# Barrio 12 de Octubre
12 de Octubre es uno de los sectores que forman la ciudad de Cabimas en el estado Zulia (Venezuela), pertenece a la parroquia Germán Ríos Linares.

## Ubicación
Se encuentra entre los sectores Bello Monte y los Hornitos al norte (carretera G), Sucre y 19 de Abril al este (Av 32), Campo Alegre al sur (calles Santa Elena y Porvenir) y Delicias Nuevas y Bello Monte al oeste (Av Intercomunal).

## Zona residencial
12 de octubre contiene calles curvas y callejones, siendo una zona residencial, curiosamente la Av 32 sigue directa en todo su transcurso, sino que entra en 12 de octubre unos 200 metros de su otra esquina en Bello Monte. Su calle principal es la Chile que sigue hacia Sucre. Como varios sectores de Cabimas tiene pozos petroleros al lado de las casas. En el sector se están construyendo nuevos conjuntos residenciales cerrados.

## Vialidad y transporte
La calle Chile se encuentra en buen estado siendo la calle principal del sector, la Av 31 comienza en la carretera G y pasa recta por el sector, las otras calles no tanto.
La línea Bello Monte pasa por la intercomunal desde la Chile pero no entra al sector, la línea H y Delicias pasa por la Chile en toda su extensión.

## Sitios de referencia
- Ferretería la Guayanesa. Av Intercomunal con calle Chile.
- Residencias Bello Monte. Av Intercomunal con carretera G.

## Calles
- Callejón Zulia
- Av 31
- Av 32
- Calle Paraíso
- Calle Venezuela
- Calle Chile
- Calle Santa Elena
- calle bruzual

- Datos: Q5720165